# Đường cao tốc S52 (Ba Lan)

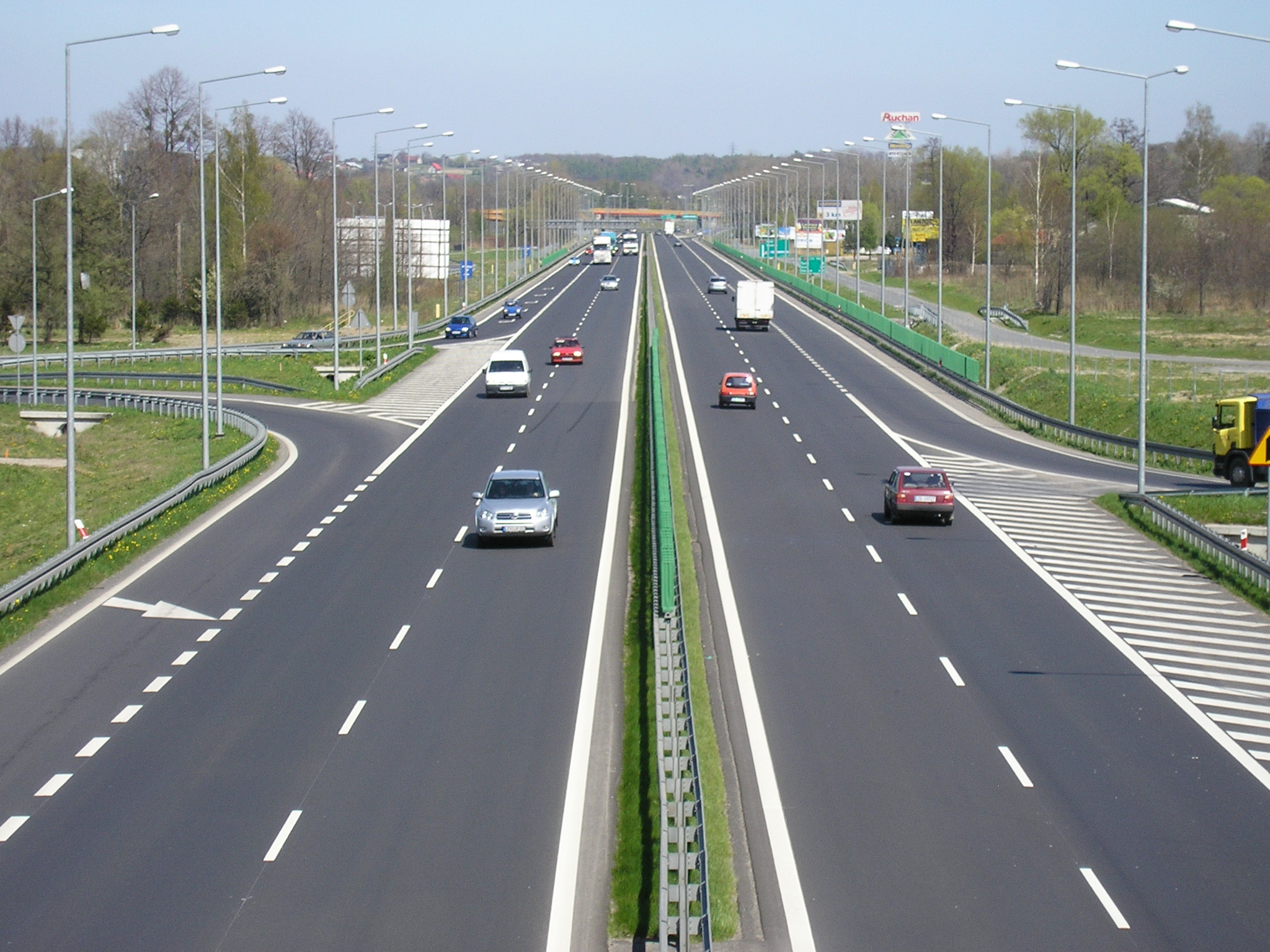
Đường cao tốc S52 ở Bielsko-Biała

Đường cao tốc S52 là đường cao tốc đang được xây dựng ở Ba Lan, nằm trong các tuyến đường bộ ở Silesian và Lesser Poland. Sau khi hoàn thành, nó sẽ kết nối biên giới của Cộng hòa Séc tại Cieszyn-Boguszowice cùng với Đường cao tốc R48 ở Cộng hòa Séc với Kraków.

## Mô tả

### Cieszyn-Bielsko-Biała
| Số lượng đường ra (cơ sở) | Tên                          | Số dặm từ đầu             | Lịch sử xây dựng                                                                           | Ghi chú |
| ------------------------- | ---------------------------- | ------------------------- | ------------------------------------------------------------------------------------------ | --- |
| 1)                        | Suchy Potok (theo kế hoạch)  | 0 km                      | Với quyết định môi trường                                                                  | Đến giao lộ Bielsko-Biała-Komorowice song song với S1, bến cuối phía đông                                           |
| 2)                        | Bielsko-Biała-Rosty          | 1,6 km (0,99 mi)          | Hợp đồng được ký vào tháng 10 năm 2008, công việc bắt đầu vào năm 2009.[1]                 | |
| 3)                        | Bielsko-Biała-Komorowice S1  | 4,5 km (2,80 mi)          | Công trình từ Bielsko-Biała-Rosta đến nút giao này đã được cho phép vào ngày 5.05.2009 [1] | |
| 4)                        | Không tên                    | 7,0 km (4,35 mi)          | Xây dựng 06.2003-10.2006 [2]                                                               | |
| 5)                        | Không tên                    | 8,3 km (5,16 mi)          | Xây dựng 06.2003-10.2006 [2]                                                               | Lối ra trung tâm mua sắm [3]                                                                                        |
| 6)                        | Không tên 942                | 9,6 km (5,97 mi)          | Xây dựng 06.2003-10.2006 [2]                                                               | |
| 7) (1)                    | Không tên                    | 13,9 km (8,64 mi)         | Xây dựng 06.2003-10.2006 [2]                                                               | Lối ra khu vực nghỉ ngơi (hướng tây) (nhà hàng, trạm xăng); nút giao thông lập thể cả hai hướng [3]                 |
| 8) (2)                    | Không tên (Swiętoszówka)     | 16,4 km (10,19 mi)        | Xây dựng 11.2004-11.2006 [2]                                                               | Lối ra khu vực nghỉ ngơi (hướng đông) (nhà hàng, trạm xăng); hướng đông [3]                                         |
| 9) (3)                    | Không tên                    | 20,7 km (12,86 mi)        | Xây dựng 11.2004-11.2006 [2]                                                               | Lối ra khu vực nghỉ ngơi (hướng đông) (nhà hàng, trạm xăng); hướng đông, ra khỏi Grodziec qua con đường rải sỏi [3] |
| 10)                       | Không tên (Skoczów -I)       | 22,4 km (13,92 mi)        | Xây dựng 06.2003-11.2007 [2]                                                               | Việc xây dựng bị trì hoãn vì sự phá sản của nhà thầu đầu tiên [3]                                                   |
| 11)                       | Không tên (Skoczów-II) 81    | 23,3 km (14,48 mi)        | Xây dựng 06.2003-11.2007 [2]                                                               | |
| 12)                       | Ogródzona                    | 31,7 km (19,70 mi)        | Xây dựng 10.2002-10.2005 [2]                                                               | Khu vực nghỉ ngơi (nhà hàng, trạm xăng) [2] [3]                                                                     |
| 13)                       | Không có tên (Krasnna)       | 33,0 km (20,51 mi)        | Xây dựng 1991-1995, đổi mới 11.2006-10.2007 [2]                                            | |
| (4)                       | Không tên                    | 35,3 km (21,93 mi)        | Xây dựng 1991-1995, đổi mới 11.2006-10.2007 [2]                                            | Khu vực nghỉ ngơi (nhà hàng, trạm xăng, nhà nghỉ) [3]                                                               |
| 14)                       | Cieszyn 938                  | 36,3 km (22,56 mi)        | Xây dựng 1991-1995, đổi mới 11.2006-10.2007 [2]                                            | |
| 15)                       | Không tên                    | 36,8 km (22,87 mi)        | Xây dựng 1991-1995, đổi mới 11.2006-10.2007 [2]                                            | Nút giao thông lập thể cuối cùng trước khi đến cửa khẩu biên giới, lối ra về hướng tây, lối vào về hướng đông.      |
|                           | Cửa khẩu biên giới "Cieszyn" | 37,4 km (23,24 mi)        |                                                                                            | Lối vào Cộng hòa Séc                                                                                                |
|                           | 38,3 km (23,80 mi) [3]       | Cầu bắc qua sông Olza [3] |                                                                                            | |